# Неуймин, Михаил Иванович
Михаил Иванович Неуймин (род. 17 ноября 1927, д. Златогорова, Баженовский район, Свердловский округ, Уральская область, РСФСР, СССР) — советский машиностроитель, лауреат Ленинской премии (1966) и Государственной премии СССР (1979).

## Биография
Окончил Свердловский машиностроительный техникум (1947) и Уральский политехнический институт (1954).
В 1947—1964 старший технолог, старший мастер, начальник линии, заместитель начальника, начальник механосборочного цеха, секретарь парткома, в 1965—1975 директор Турбомоторного завода (в настоящее время Уральский турбинный завод). Провел работу по техническому перевооружению и реконструкции Турбомоторного завода, наращиванию производственных мощностей. Руководил налаживанием серийного производства паровых турбин, увеличением выпуска турбин типа Т-100 мощностью 100 тыс. кВт и оснащением ими ТЭЦ крупных городов; освоением производства теплофикационной турбины мощностью 250 тыс. кВт на сверхкритические параметры пара. Инициатор применения новых дизель-моторов на самосвалах большой грузоподъемности Белорусского автозавода.
С 1975 г. заместитель министра энергетического машиностроения СССР, представитель АО «Загранэнергомаш» в Чехословакии и Китае.
В 1992—1998 главный эксперт фирмы «Зиомар». С 1998 советник генерального директора ОАО «Энергомашкорпорация».
Кандидат экономических наук (1974). Депутат Верховного Совета РСФСР (1975).

## Награды и звания
Лауреат Ленинской премии (1966), Государственной премии СССР (1979). Награждён орденами Ленина (1973), Октябрьской Революции (1971) и медалями.